# Aeroportul Saül
Aeroportul Saül (IATA: XAU, ICAO: SOOS) este un aeroport din Saül⁠(d), Cantonul Maripasoula, Arondismentul Saint-Laurent-du-Maroni, Guyana Franceză, Franța ce deservește zona Saül⁠(d). Aeroportul a fost tranzitat în 2022 de 4.180 de pasageri. A fost numit după zona deservită.
Situat la o altitudine de 224 m, aeroportul dispune de o singură pistă. Este operat de general council of Guyane⁠(d).